# Ballady (album Iry)
Ballady – bootleg wydany przez firmę fonograficzną Starling S.A. zawierający ballady zespołu Ira z płyt Mój dom, 1993 rok oraz Znamię.
Znajdują się na niej zarówno ballady spokojne jak np. Wiara, ale też hardrockowa wersja utworu Zostań tu. Płyta została wydana pod koniec 1994 roku bez wiedzy i zgody zespołu. Na krążku znalazły się trzy utwory z nowo wówczas wydanej płyty Znamię wydanej także w 1994 roku.
W 2001 roku wyszła reedycja płyty wydana przez firmę Negro, a rok później przez firmę Andromeda. Krążek nie jest uznawany przez zespół.

## Lista utworów
1. „Na zawsze” (P.Łukaszewski – A.Gadowski) – 5:41
2. „Nadzieja” (P.Łukaszewski – L.Mróz) – 3:36
3. „Wiara” (P.Łukaszewski – P.Łukaszewski) – 5:26
4. „Zostań tu” (K.Płucisz – A.Gadowski) – 4:13
5. „Deszcz” (P.Łukaszewski – A.Gadowski) – 5:05
6. „Nie zatrzymam się” (Ira) – 4:21
7. „Wyznanie” (P.Łukaszewski – A.Gadowski) – 4:49
8. „Nowe życie” (K.Płucisz – P.Łukaszewski / A.Gadowski) – 3:55
9. „Podróż” (P.Sujka – P.Sujka) – 4:05
10. „Twój cały świat” (P.Łukaszewski – M.Kraszewski/J.Pyzowski) – 1:17
11. „Zakrapiane spotkanie” (kompozycja zespołu – autor tekstu nieznany) – 3:37

## Twórcy
- Artur Gadowski – śpiew, chór
- Wojciech Owczarek – perkusja
- Piotr Sujka – gitara basowa, chór
- Kuba Płucisz – gitara rytmiczna
- Piotr Łukaszewski – gitara prowadząca

## Wydania albumu

### Płyta kompaktowa
| Kraj wydania | Wydawca      | Rok wydania | Numer katalogowy | Opis albumu                                               |
| ------------ | ------------ | ----------- | ---------------- | --------------------------------------------------------- |
| Polska       | Starling S.A | 1994        | CD 030           | Oryginalne wydanie, wydane w 1994 roku przez Starling S.A |
| Polska       | Andromeda    | 2002        | CD 0984          | Reedycja wydana przez firmę Andromeda w 2002 roku.        |